# 定公 (鄭)
定公（ていこう、生年不詳 - 紀元前514年）は、春秋時代の鄭の君主。姓は姫、名は寧。

## 生涯
鄭の簡公の子として生まれた。紀元前530年3月、簡公が死去すると、定公は後を嗣いで鄭公として即位した。秋、定公は晋の昭公に朝見した。紀元前529年、楚の平王が即位すると、霊王の時代に奪った土地を鄭に返還した。定公は晋・斉・魯・宋・衛などの諸侯と平丘で会合した。紀元前526年、晋の韓起（韓宣子）が鄭を訪れ、子産と会談した。紀元前524年、鄭で火災が起こった。子産が火災に遭った社を再建した。
紀元前522年、楚の太子建が鄭に亡命してきた。この年、子産が死去し、游吉が執政となった。紀元前520年、太子建が晋と共謀して鄭を襲おうと謀ったため、鄭は太子建を殺し、建の子の勝は伍子胥に連れられて呉に逃れた。紀元前517年、定公は晋に赴き、士鞅と会談した。紀元前514年4月丙戌、定公は死去し、子の献公が鄭公として即位した。